# Menitegow
Menitegow /Možda od mĭnĭ tĭgunk, u značenju on the island in the river, W. J./, nekadašnje selo Chippewa Indijanaca na istočnoj obali rijeke Saginaw na poluotoku Lower Peninsula, Michigan.
Spominje se u Saginawskom ugovoru (18290) u U. S. Ind. Treat., 142, 1873.